# Jurij Chymytsch
Jurij Iwanowytsch Chymytsch (ukrainisch Юрій Іванович Химич; * 12. April 1928 in Kamjanez-Podilskyj; † 23. Juli 2003 in Kiew) war ein ukrainischer Künstler und Architekt.

## Leben und Wirken
Jurij Chymytsch 1950 machte seinen Abschluss an der Fakultät für Architektur des Kiewer Instituts für Bauwesen. Von 1950 bis 1954 diente Chymytsch in der sowjetischen Armee in Sewastopol, und in seiner Freizeit malte er Meereslandschaften und Porträts. 1952 wurden diese Werke in seiner ersten Einzelausstellung gezeigt und von Künstlern wie Tetjana Jablonska und Mychajlo Derehus positiv bewertet.
Von 1955 bis 1958 studierte er an der Aspirantur der Akademie für Architektur der Ukrainischen SSR bei Wolodymyr Sabolotnyj und Oleksij Schowkunenko. Von 1964 bis 1985 unterrichtete er am Kiewer Institut für Bauwesen. Ab 1984 war er als Dozent und ab 1989 als Professor am Kiewer Kunstinstitut (heute Nationale Akademie der Bildenden Künste und Architektur) tätig.
In der Zeit der antireligiösen Kampagne in der Sowjetunion zu Beginn der 1960er Jahre setzte sich der Künstler durch die Darstellung von Sakralarchitektur für den Erhalt des Kulturerbes der Ukraine ein. Jurij Chymytsch arbeitete hauptsächlich mit Aquarell, Gouache und Monotypie und schuf Werke, die Architekturdenkmäler in der Ukraine, den baltischen Staaten, Zentralasien, dem Kaukasus, Finnland, Polen und anderen Ländern zeigen. Er illustrierte auch Fachzeitschriften und Bücher zu historischen und kulturellen Themen.
Jurij Chymytsch gehörte ab 1955 dem Nationalen Architektenverband der Ukraine und ab 1962 dem Nationalen Künstlerverband der Ukraine an und wurde 1990 mit dem Titel „Verdienter Künstler der Ukrainischen SSR“ ausgezeichnet.
Jurij Chymytsch starb im Alter von 75 Jahren am 23. Juli 2003.

## Werke (Auswahl)

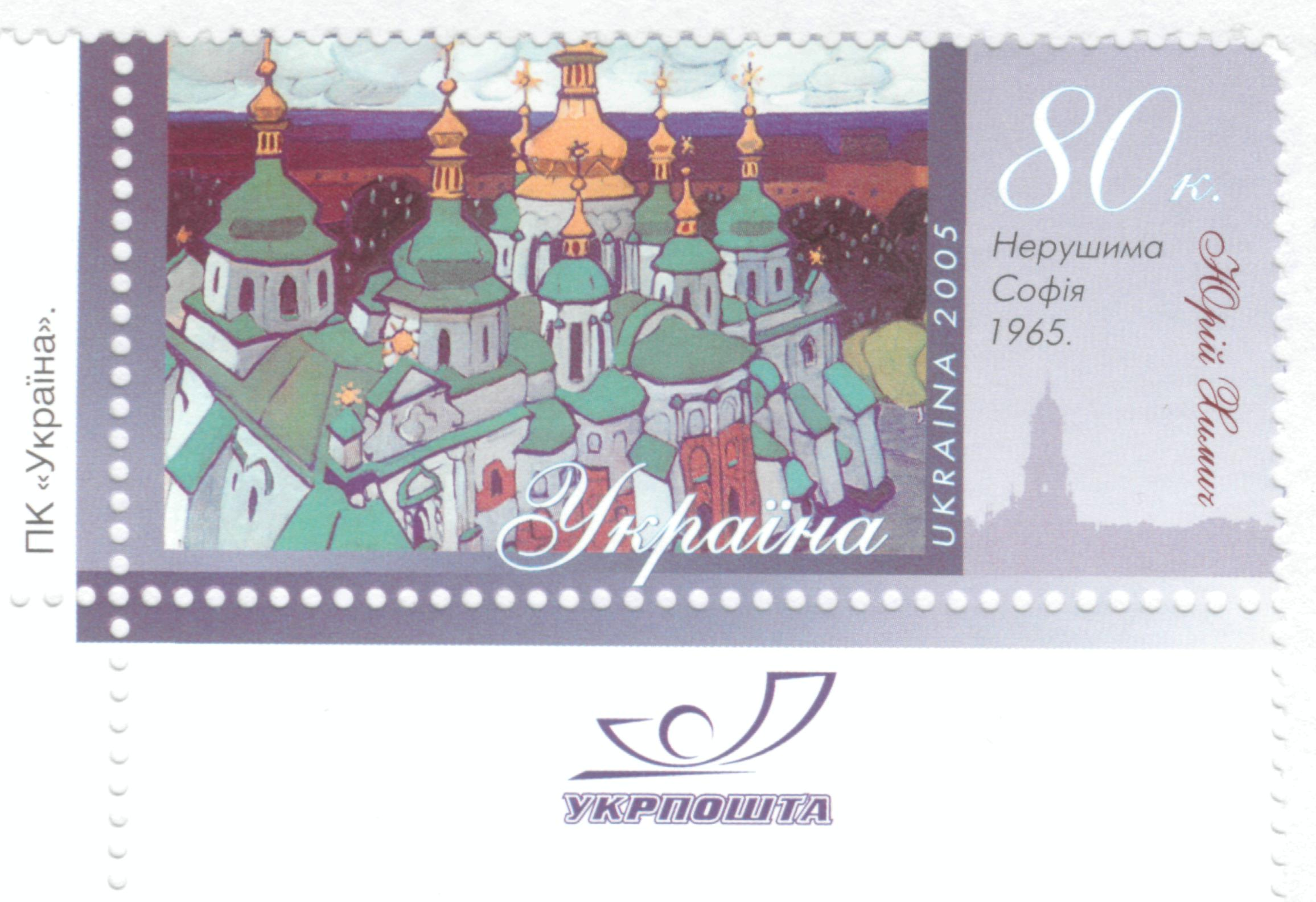
Sophienkathedrale. Gemälde von Jurij Chymytsch 1965 auf einer ukrainischen Briefmarke des Jahres 2005

Eine Reihe von Aquarell- und Gouachearbeiten:
- Nachkriegs-Sewastopol (Anfang der 1950er Jahre)
- Kiew, Tschernihiw (1950–1990)
- Bachtschyssaraj (1952)
- Architekturdenkmäler von Lwiw (1960–1980)
- Das alte Kamjanez-Podilskyj (1965)
- Krim (1962, 1970–1983)
- Holzarchitektur der Ukraine (1989–1990)
- Architekturdenkmäler in Galizien (1990)
- Architekturdenkmäler der Krim (1993)
- Festungen der Ukraine (1994)